# Johann Friedrich Wilhelm Himly
Johann Friedrich Wilhelm Himly (* 29. September 1769 in Braunschweig; † 4. Oktober 1831 ebenda) war ein preußischer Staatsbeamter und erster Privatdozent für Pädagogik an der Berliner Universität.

## Leben
Himly wurde als Sohn des Geheimen Cabinetssekretärs Himly am braunschweigischen Hof geboren und war der ältere Bruder des Augenarztes Karl Gustav Himly (1772–1837).
Er besuchte das Collegium Carolinum in Braunschweig und begann anschließend ein Studium an der Universität Helmstedt. Ab 1789 studierte er in Göttingen an der juristischen Fakultät. 1793 erhielt der junge Mann mit gutem Leumund eine Stelle als Legationssekretär beim preußischen Gesandten in Köln, Christian Wilhelm von Dohm. Als dieser 1795 nach Halberstadt versetzt wurde, folgte er ihm und heiratete dort 1799 Luise Christiane Wilhelmine Ahrens (1771–1820), Großnichte von Johann Wilhelm Ludwig Gleim. Vermutlich kam er im Hause Gleims mit den Gedanken des Schweizer Pädagogen Johann Heinrich Pestalozzis in Kontakt. Aus den Jahren 1796 bis 1802 sind Briefe an Gleim erhalten, meist anlässlich des Geburtstags. 1800 wurde er nach Berlin versetzt, wo er bald eine Wohnung in der Leipziger Straße Nr. 115 fand. Er arbeitete fortan im Geheimen Cabinetsministerium Preußens – einer Vorform des Außenministeriums. Seine Freizeit verbrachte er mit dem Studium pädagogischer Schriften und Aufzeichnungen – "pädagogischen Tagebüchern" – zur Entwicklung seiner Tochter.
Ab 1809 war er mit der Zensur aller politischen Zeitungen und Bücher, die in Berlin erschienen, betraut. In diese Zeit fällt auch sein Beitritt zur Gesetzlosen Gesellschaft zu Berlin, der er bis etwa 1817 angehört hat. Von 1811 bis 1817 war er auch Mitglied im Montagsklub in Berlin. 1813 war die Staatskanzlei mit der Nichtzensur des Flugblattes "Über politische Reformation an Deutschlands Fürsten" nicht einverstanden und enthob ihn seines Amtes. Kurzzeitig machte ihm dies zu schaffen, doch noch im gleichen Jahr konnte er schon in der Regierungskommission mitarbeiten. 1815 stieg er zum Geheimen Legationssekretär auf und ging 1817 mit dem Grafen von der Goltz als Gesandtschaftsrat des Außenministers nach Frankfurt am Main und wurde dort zum Ministerresidenten ernannt. 1825 wurde er aus unbekannten Gründen 56-jährig pensioniert. Am 4. Oktober 1831 verstarb er in seiner Geburtsstadt.

## Lehre
Ab 1810 gehörte Himly dem Lehrkörper der Berliner Universität an. Das erste gedruckte Vorlesungsverzeichnis von 1811 belegt seine Lehrtätigkeit. Bis zum Winterhalbjahr 1816/1817 hielt er insgesamt zwölf Vorlesungen, meist wöchentlich, einstündig und öffentlich. Die Inhalte der Vorlesungen sind nicht überliefert, jedoch mehrere Schriften und Stellungnahmen aus dieser Zeit. 1811 wurde er von der Berliner Universität unkompliziert zum Dr. phil. promoviert, weil alle Lehrenden mit den höchsten akademischen Würden ausgezeichnet sein sollten.
Himly versuchte, die Pädagogik unabhängig von Philosophie oder Theologie zu entwickeln. Insbesondere seine Schriften zur Lehre Pestalozzis – mit dem ihn bis 1809 eine Freundschaft verband – fanden breite Beachtung. Dies zeigte sich auch in der Freundschaft mit Johann Ernst Plamann, dem Gründer der Plamannschen Erziehungsanstalt in Berlin. Plamann wollte Erzieher nach der Lehre Pestalozzis ausbilden, allerdings nach den Prinzipien Niederers, einem 'Neu-Pestalozzianis' folgend. Himly jedoch vertrat eine traditionelle Linie.
Insgesamt ging es Himly weniger um eine Theoriebildung als vielmehr um einen praktischen Nutzen und die Anwendung pädagogischer Lehre.
Himlys pädagogisches Wirken blieb relativ folgenlos und unbekannt. Betrachtet man sein Leben jedoch als 'Fall', werden typische Problemlagen im Zusammenhang der Auseinandersetzung mit den Lehren Pestalozzis sichtbar: So zum Beispiel die Frage, wie in der Gründungs- und Aufbauphase der Universität geeignete Lehrkräfte gefunden werden oder die Frage nach der Bedeutung von Theorie für ein sich etablierendes akademisches Fach im Spannungsfeld verschiedener Zielgruppen mit den jeweiligen Verwertungsinteressen.

## Auszeichnungen
- Guelphen-Orden des Königreichs Hannover

## Schriften
- Anfrage, die Begriffserzeugung in den Taubstummen betreffend, in: Berliner Monatsschriften, August 1802, S. 133–134
- Versuch einer Einleitung in die Grundsätze des Pestalozzischen Elementarunterrichts: nebst Anhange: über die Oliviersche Lese- und Rechtschreibungs-Lehrmethode, Haude: Berlin, 1803[12]
- Beytrag zur näheren Einverständigung über die Pestalozzische Methode, 1804
- Erörterung des Gallschen Versuchs einer fortgesetzten Gehirnlehre, nach seinem psychologischen Gehalte, N.-Societät-Buch- und Kunsthandlung, Halle, 1806
- Gall und Lavater. Beytrag zur vergleichenden Würdigung der neuen und alten Physiognomik, Friedrich Braunes, Berlin 1808
- Erörterung der neueren Lage der Pestalozzischen Methode überhaupt, und des in derselben sich entwickelnden allgemeinen Plans einer absoluten Elementarbildung insbesondere: Nebst einigen Abhandlungen über verwandte Gegenstände, Hitzig, 1810
- Was hat zu aller Zeit als geleistete Erziehung gegolten? und wie möchte ein jeder erzogen seyn?, Wagner, 1813
- Von der Verdunklung des Erziehungsganzen, Wagner, 1814
- Pädagogische Mittheilungen. Eine Zeitschrift, hrsg. von Johann Friedrich Wilhelm Himly. Es erschienen lediglich zwei Ausgaben.